# 1961-es magyar úszóbajnokság
Az 1961-es magyar úszóbajnokságot szeptemberben rendezték meg Budapesten.

## Eredmények

### Férfiak
| Versenyszám                           | Arany                                                                    | Arany   | Ezüst                                                     | Ezüst   | Bronz                                                    | Bronz   |
| ------------------------------------- | ------------------------------------------------------------------------ | ------- | --------------------------------------------------------- | ------- | -------------------------------------------------------- | ------- |
| 100 m gyorsúszás szeptember 7.        | Dobai Gyula Újpesti Dózsa                                                | 55,7    | Szlamka László Bp. Spartacus                              | 57,4    | Lenkei Ferenc BVSC                                       | 57,6    |
| 200 m gyorsúszás szeptember 9.        | Dobai Gyula Újpesti Dózsa                                                | 2:06,4  | Katona József Egri Dózsa                                  | 2:09    | Csikány József Ferencvárosi TC                           | 2:10,7  |
| 400 m gyorsúszás szeptember 8.        | Katona József Egri Dózsa                                                 | 4:29,8  | Bodóki Csaba BVSC                                         | 4:34,6  | Bodnár András Egri Dózsa                                 | 4:47,4  |
| 1500 m gyorsúszás szeptember 10.      | Katona József Egri Dózsa                                                 | 18:49,5 | Bodóki Csaba BVSC                                         | 18:53,1 | Hornyánszky Tamás Újpesti Dózsa                          | 19:25,4 |
| 100 m hátúszás szeptember 10.         | Csikány József Ferencvárosi TC                                           | 1:03,9  | Szabó Ferencvárosi TC                                     | 1:06,5  | Piskóti Péter Bp. Honvéd                                 | 1:08,4  |
| 200 m hátúszás szeptember 8.          | Csikány József Ferencvárosi TC                                           | 2:20,9  | Szabó Ferencvárosi TC                                     | 2:25,6  | Kosztolánczy György Újpesti Dózsa                        | 2:29,3  |
| 100 m mellúszás szeptember 8.         | Lenkei Ferenc BVSC                                                       | 1:41,1  | Kunsági György Vasas                                      | 1:15,9  | Ulrich András Bp. Honvéd                                 | 1:16,4  |
| 200 m mellúszás szeptember 9.         | Lenkei Ferenc BVSC                                                       | 2:45,5  | Ulrich András Bp. Honvéd                                  | 2:47,2  | Kunsági György Vasas                                     | 2:48,6  |
| 100 m pillangóúszás szeptember 8.     | Gulrich József Újpesti Dózsa                                             | 1:03,5  | Kiricsi János Bp. Honvéd                                  | 1:06,1  | Müller György Újpesti Dózsa                              | 1:06,1  |
| 200 m pillangóúszás szeptember 7.     | Katona József Egri Dózsa                                                 | 2:27,3  | Gulrich József Újpesti Dózsa                              | 2:33,1  | Kiricsi János Bp. Honvéd                                 | 2:35,4  |
| 400 m vegyes szeptember 9.            | Bodóki Csaba BVSC                                                        | 5:25,3  | Müller György Újpesti DózsaBonyár Lajos Pécsi Dózsa       | 5:27,2  |                                                          |         |
| 4 × 100 m gyorsváltó szeptember 8.    | Újpesti Dózsa Dobai Gyula Müller György Hornyánszky Tamás Gulrich József | 3:55    | BVSC Száll Antal Almási Bodóki Csaba Lenkei Ferenc        | 4:00,3  | Bp. Spartacus Szlamka László Kádár Burmeister János Nagy | 4:01,4  |
| 4 × 200 m gyorsváltó szeptember 7.    | Újpesti Dózsa Hornyánszky Tamás Müller György Dobai Gyula Gulrich József | 8:47,9  | Ferencvárosi TC                                           | 8:56.5  | Bp. Spartacus                                            | 8:59,1  |
| 4 × 100 m vegyes váltó szeptember 10. | Újpesti Dózsa Müller György Somlai Gábor Gulrich József Dobai Gyula      | 4:25,1  | Bp. Honvéd Piskóti Péter Ulrich András Kiricsi János Papp | 4:29,6  | BVSC Szatmári Lenkei Ferenc Marosán György Száll Antal   | 4:33,4  |

### Nők
| Versenyszám                          | Arany                                                                       | Arany  | Ezüst                                                   | Ezüst  | Bronz                                                        | Bronz  |
| ------------------------------------ | --------------------------------------------------------------------------- | ------ | ------------------------------------------------------- | ------ | ------------------------------------------------------------ | ------ |
| 100 m gyorsúszás szeptember 7.       | Frank Mária Egri Dózsa                                                      | 1:04,8 | Takács Katalin Újpesti Dózsa                            | 1:04,8 | Madarász Csilla Ferencvárosi TC                              | 1:05,6 |
| 200 m gyorsúszás szeptember 8.       | Frank Mária Egri Dózsa                                                      | 2:23,6 | Egerváry Márta Ferencvárosi TC                          | 2:30,1 | Temesvári Anna Újpesti Dózsa                                 | 2:31,9 |
| 400 m gyorsúszás szeptember 10.      | Frank Mária Egri Dózsa                                                      | 5:15,7 | Kovács Zsuzsa Ferencvárosi TC                           | 5:23,4 | Csizmadia Ibolya III. kerületi TTVE                          | 5:23,8 |
| 100 m hátúszás szeptember 9.         | Korényi Olga III. kerületi TTVE                                             | 1:14,3 | Dávid Magda VTSK                                        | 1:16,2 | Jacsó Gabriella BVSC                                         | 1:16,2 |
| 200 m hátúszás szeptember 8.         | Takács Katalin Újpesti Dózsa                                                | 2:45,4 | Egerváry Márta Ferencvárosi TC                          | 2:45,5 | Dávid Magda VTSK                                             | 2:48,2 |
| 100 m mellúszás szeptember 9.        | Egerváry Márta Ferencvárosi TC                                              | 1:24,8 | Berinde Mária Újpesti Dózsa                             | 1:25,1 | Csörgei Erika III. kerületi TTVE                             | 1:26,8 |
| 200 m mellúszás szeptember 10.       | Egerváry Márta Ferencvárosi TC                                              | 3:03,9 | Berinde Mária Újpesti Dózsa                             | 3:05,6 | Csörgei Erika III. kerületi TTVE                             | 3:06,7 |
| 100 m pillangóúszás szeptember 7.    | Egerváry Márta Ferencvárosi TC                                              | 1:12,8 | Csizmadia Ibolya III. kerületi TTVE                     | 1:16,4 | Korényi Olga III. kerületi TTVE                              | 1:17,6 |
| 400 m vegyes szeptember 9.           | Egerváry Márta Ferencvárosi TC                                              | 5:56,2 | Csizmadia Ibolya III. kerületi TTVE                     | 6:05,5 | Madarász II. Ferencvárosi TC                                 | 6:16,4 |
| 4 × 100 m gyors váltó szeptember 10. | Ferencvárosi TC Madarász Imola Kovács Zsuzsa Egerváry Márta Madarász Csilla | 4:31,6 | Újpesti Dózsa Kiss Balázs Temesvári Anna Takács Katalin | 4:34,9 | Egri Dózsa Török Ágnes Márisch Ilona Erdélyi Éva Frank Mária | 4:36,6 |
| 4 × 100 m vegyes váltó szeptember 7. | Ferencvárosi TC Madarász Imola Répásy Enikő Egerváry Márta Kovács Zsuzsa    | 5:08,2 | Újpesti Dózsa                                           |        | III. kerületi TTVE                                           |        |